# Національна школа хартій
48°52′02″ пн. ш. 2°20′15″ сх. д. / 48.867298611111° пн. ш. 2.33761° сх. д.
Національна школа хартій (фр. École nationale des chartes, скорочена назва: «„ENC“») — французька державна спеціалізована установа вищої освіти в підпорядкуванні Міністерства вищої освіти і наукових досліджень. Заснована 1821 року.
Національна школа хартій розташовується в Парижі в Латинському кварталі і спеціалізується на допоміжних історичних дисциплінах. Випускники школи: історики, філологи, архівісти-палеографи працюють в архівах, бібліотеках або займаються дослідницькою та викладацькою діяльністю. З 2005 року школа присвоює ступінь магістра, а з 2011 року — ступінь доктора наук.

## Історія
Школа хартій завдячує своїй появі загальним захопленням середньовіччям в епоху романтизму, тобто в період між 1820-ми та 1830-ми роками. Важливою була також та обставина, що після Французької революції у власність держави потрапили численні монастирські архіви та архіви аристократичних родин. Всі ці архіви слід було описати і забеспечити їхнє подальше збереження.
Перша школа хартій закрилася вже через два роки після її заснування в 1821 році. Та 11 листопада 1829 року було прийняте рішення про відновлення її діяльності, а 1834 року відбувся випуск першого потоку студентів. У той час школа хартій розташовувалася в приміщеннях Національної бібліотеки Франції. 1862 року школа переїхала в окремий палац неподалік від Отелю Субіз, в якому донині розташовані Національні архіви Франції. 1897 року Школа хартій переїхала до Сорбонни.
Традиційно Школа хартій вважалася осередком консерваторів, сюди поступали переважно діти із заможних родин. Хоча ще 1906 року до Школи хартій вступила перша жінка.
У зв'язку з інформатизацією та цифровізацією останніх десятиліть дещо змінився як викладацький, так і студентський контингент школи, яка позбулася свого консервативного іміджу.

## Навчання

### Диплом «Архівіст-палеограф»
Навчання за програмою «Архівіст-палеограф» триває 3 роки і 9 місяців. Цей найстаріший навчальний цикл школи, починаючи з 1960-х років, був поступово модернізований. Випускники з дипломом архівіста-палеографа мали право обіймати посади зберігачів національного надбання в архівах і бібліотеках. З 1991 року система набору зберігачів змінилася, але науковий престиж Школи, особливо в галузі допоміжних історичних дисциплін, залишився високий. По закінченні навчання студенти повинні написати дипломну роботу, що дає право на отримання диплома архівіста-палеографа. Ці роботи, як правило, публікуються в серії «Бібліотека Школи Хартій».

### Магістратура «Історія і нові технології».
З 2005 року в школі хартій була відкрита магістратура «Історія і нові технології». За цією програмою щорічно проходять навчання 20 студентів.
- Розклад першого курсу магістратури складається із загальних і профільних дисциплін, в залежності від обраної спеціалізації:

1. середньовічні архіви;
2. сучасні архіви;
3. рукописи та література середньовіччя;
4. історія книги та інформаційних носіїв (XVI—XXI ст.);
5. історія мистецтва та археології.

- На другому курсі магістратури крім лекцій студентам пропонується два види діяльності: наукове дослідження (письмова робота) або створення мультимедійного продукту.

## Відомі випускники

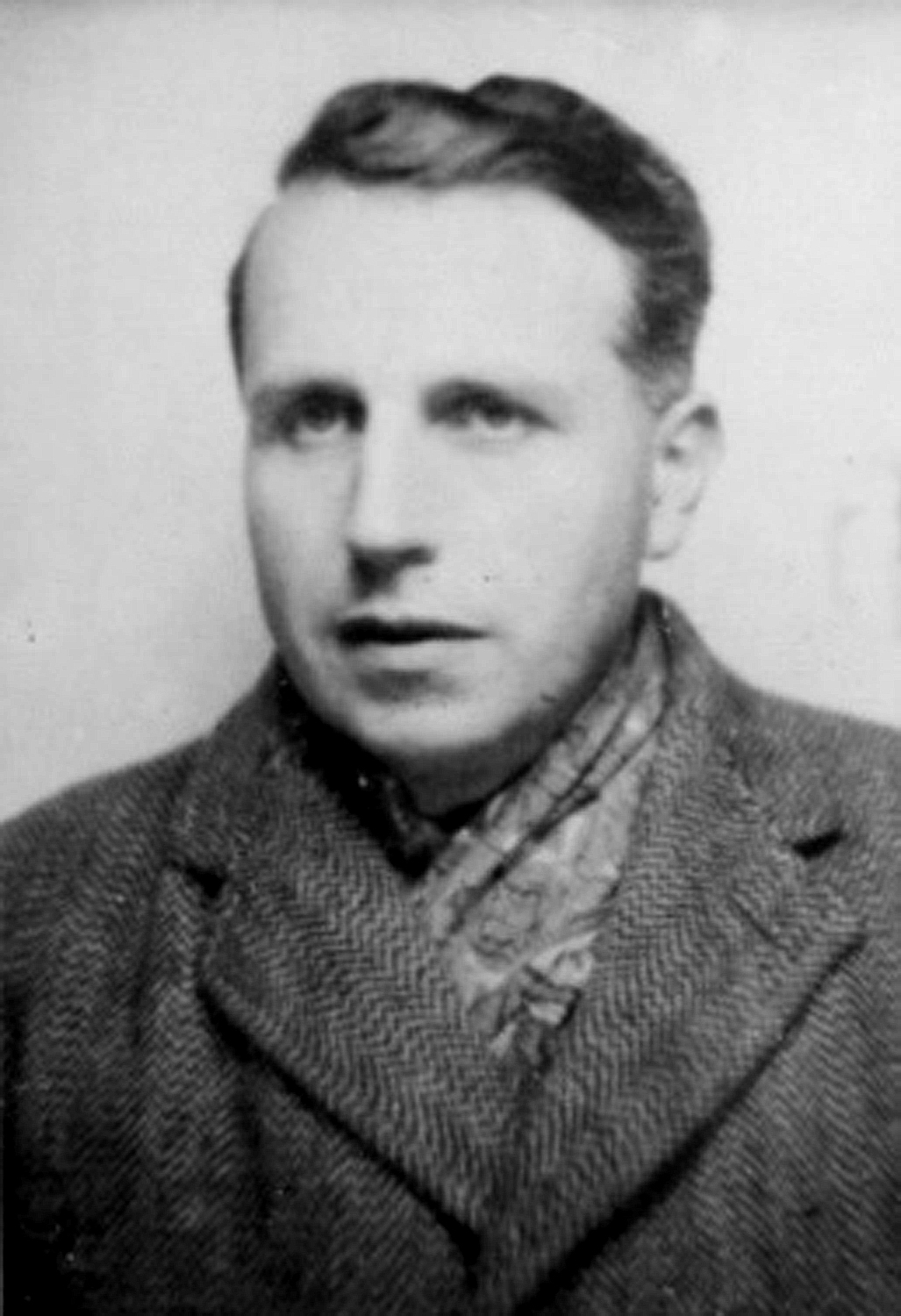
Жорж Батай

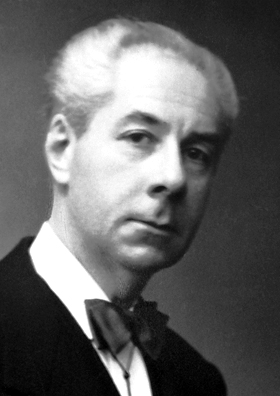
Роже Мартен дю Гар

- Габріель Аното — французький дипломат, історик і політичний діяч
- Жорж Батай — французький письменник і філософ
- Поль Марі Віолле — французький історик права, професор цивільного і канонічного права в Національній школі хартій
- Анрі д'Арбуа де Жубенвіль — французький історик, археолог і філолог
- Родольф-Мадлен Клеофас Дарест де ла Шаванн — французький юрист, історик права
- Добіаш-Рождественська Ольга Антонівна — російський історик-медієвіст, уродженка Харкова
- Жуль Дюанель — французький окультист, засновник першої гностичної церкви в новий час
- Жозе Марія де Ередіа — французький поет кубинського походження
- Рене Жирар — французький філософ, культуролог, літературознавець
- Теодор фон Зікель — австрійський історик
- Гюстав Кан — французький поет і прозаїк-символіст
- Жуль Етьєн Жозеф Кішра — французький історик
- Огюстен Кошен — французький історик
- Луї Куражо — французький історик середньовічного мистецтва
- Шарль-Віктор Ланглуа — французький історик
- Етьєн Лоредан Ларше — французький письменник
- Анрі Жан Мартен — французький історик, фахівець з історії книги і друкарства а також історії писемності
- Роже Мартен дю Гар — французький письменник, лауреат Нобелівської премії з літератури
- Франсуа Моріак — французький письменник, член Французької академії (1933); лауреат Нобелівської премії в галузі літератури (1952)
- Анрі Омон — французький елленіст.
- Гастон Паріс — французький дослідник середньовічної літератури
- Мішель Пастуро — французький історик-медієвіст
- Каміл Пельтан — французький політичний діяч і письменник
- Режін Перну — французький історик-медієвіст
- Луї Лакор де ла Піжардьєр — французький архіваріус, палеограф, бібліотекар
- Александр Теле — — французький історик, архівіст
- Жан Фав'є — французький історик-медієвіст, архівіст, палеограф, бібліотекар
- Луї Фіно — французький археолог, палеограф, історик мистецтва і сходознавець, член-кореспондент АН СРСР
- Джордж Бернард Флефф — канадський кардинал, архієпархія Вінніпега / архієпископ Вінніпега
- Робер Фосьє — французький історик, фахівець з Північно-Східної Франції в епоху Середньовіччя
- Жорж Юїсман — французький історик, політик та державний службовець